# Moitessieria juvenisanguis
Moitessieria juvenisanguis is een slakkensoort uit de familie van de Moitessieriidae. De wetenschappelijke naam van de soort is voor het eerst geldig gepubliceerd in 1980 door Boeters & E. Gittenberger.